# Форсаж 11
«Форсаж 11» або Форсаж 10: Частина 2 (англ. Fast X: Part 2) — майбутній американський бойовик, продовження «Форсажу 10» (2023), одинадцята та передостання частина та дванадцятий повнометражний фільм франшизи «Форсаж». Прем'єру картини заплановано, за попередніми даними, на 2026 рік.

## Сюжет
Фільм стане передостанньою частиною франшизи, яка розповідає про Домініка Торетто та його родину. За словами Віна Дізеля, «основна міфологія циклу» закінчиться на «Форсажі 10», але розвиток сюжету все ж таки продовжиться. Відомо, що «Форсаж 10», «Форсаж 11» та «Форсаж 12» будуть об'єднані наскрізним сюжетом, в якому історія Торетто отримає логічне завершення. У лютому 2023 року Дизель розповів, що у «Форсажі 11» з'явиться новий персонаж, «повна протилежність Домініка». Він просуває штучний інтелект і безпілотні автомобілі, а також філософію, яка водночас дає… свободу".

## У ролях
- Він Дізель — Домінік Торетто
- Двейн Джонсон — Люк Гоббс
- Джейсон Стейтем — Декард Шоу
- Мішель Родрігес — Летті Ортіс
- Джейсон Момоа — Данте Реєс
- Наталі Еммануель — Рамзі
- Санґ Канґ — Хан
- Тайріз Гібсон — Роман Пірс
- Ludacris — Тедж Паркер

## Виробництво та прем'єра
У жовтні 2020 року стало відомо, що основна серія фільмів, відома як «Сага про Форсаж», завершиться десятою, одинадцятою та дванадцятою частинами. Режисером виступить Луї Летер'є (у квітні 2022 року Лін залишив режисерське крісло через творчі розбіжності, але залишився продюсером та співавтором сценарію).
У лютому 2023 року Він Дізель розповів, що хотів би побачити в одній із ролей у «Форсажі 11» Роберта Дауні-молодшого . Йшлося про нового персонажа франшизи, причому залишилося незрозумілим, чи має намір Дізель запросити Дауні до проєкту. Відомо, що Мішель Родрігес хотіла б, щоб роль у фільмі отримав Метт Деймон.
Спочатку прем'єра фільму була запланована на лютий 2024 року, але 26 квітня 2023 року на CinemaCon Він Дизель повідомив, що одинадцятий фільм вийде в 2025 році. У травні 2024 року Летер'є оголосив, що фільм відкладається з 4 квітня 2025 року на невизначену дату в 2026 році.

## Можливе продовження
На прем'єрі «Форсажу 10» у Римі Він Дізель розповів, що фінал франшизи може стати трилогією: розглядається можливість створення фільму «Форсаж 12».